# Manfred Wirth (Fußballspieler, 1952)
Manfred „Fredl“ Wirth (* 23. November 1952 in Graz) ist ein ehemaliger österreichischer Fußballspieler und -trainer. Während seiner aktiven Laufbahn absolvierte er mehr als 300 Pflichtspiele für den SK Sturm Graz, als Trainer betreute er unter anderem die zweite Mannschaft des Vereins sowie als Co-Trainer auch die Bundesligamannschaft.

## Karriere

### Sportliche Laufbahn
Manfred Wirth spielte bereits als Schüler für den SK Sturm und war Teil der U20, als er im Sommer 1971 von Trainer Adolf Remy erstmals in die Kampfmannschaft einberufen wurde. Sein Debüt in der Gruabn gab der 18-Jährige am 28. August jenes Jahres bei einem 1:0-Heimsieg gegen den LASK. Nachdem er sich etabliert hatte, spielte er zeitweise im Mittelfeld, so etwa bei einem 4:3-Derbysieg gegen den GAK neben Walter Peintinger und Helmut Huberts. In der Trainerära Karl Schlechta avancierte Wirth zum rechten Standardverteidiger.
Nach einer Erfolgsserie im Herbst 1973 belegte Wirth mit Sturm kurzzeitig Tabellenplatz eins. 1974/75 erreichte Sturm das ÖFB-Cup-Finale, das nach Hin- und Rückspiel (0:3 bzw. 2:0) knapp gegen die SSW Innsbruck verloren ging. Im März 1976 stand die Mannschaft nach Siegen gegen Slawia Sofia und Haladás Szombathely im Viertelfinale des Europapokals der Pokalsieger, wo man Eintracht Frankfurt unterlag. Unter Trainer Günter Paulitsch war Wirth in der Saison 1978/79 in allen 36 Bundesliga-Partien als Rechtsverteidiger gesetzt. 1980 trug er mit dem Auswärtstor beim 1:0-Sieg gegen den SK VÖEST Linz maßgeblich zum Gewinn des Herbstmeistertitels bei, am Saisonende musste sich die Mannschaft mit Spielern wie Božo Bakota, Gernot Jurtin, Andy Pichler und Rudolf Schauss jedoch um einen Punkt Austria Wien geschlagen geben. Im folgenden UEFA-Pokal traf Sturm auf ZSKA Moskau und IFK Göteborg.
Nach der Ligaaufstockung auf 16 Mannschaften und einer damit einhergehenden Kaderverjüngung beim SK Sturm wechselte Manfred Wirth 1982 zur zweitklassigen Kapfenberger SV, wo er seine aktive Laufbahn nach zwei Spielzeiten ausklingen ließ.

### Weitere Karriere
Manfred Wirth, der hauptberuflich beim Amt der Steiermärkischen Landesregierung tätig war, begann noch während der 1980er Jahre nebenbei als Fußballtrainer zu arbeiten. Nach einem ersten Engagement beim UFC Jennersdorf, war er 1995/96 eine Saison lang Co-Trainer des Zweitligavereins SV Flavia Solva. In der folgenden Spielzeit übernahm er den Trainerposten beim TSV Hartberg. Nachdem er die in die Regionalliga Mitte aufgestiegene zweite Mannschaft seines Stammvereins trainiert hatte, wurde er 2003 unter Michael Petrović Co-Trainer der Bundesligamannschaft. Nachdem Sturm über die Tabellenplätze neun und sieben nicht hinausgekommen war, kehrte Wirth danach in die unteren Ligen zurück, trainierte die Oberligisten SV Pachern und SVA Kindberg, Landesligist FC Großklein, Oberligist SVU Hollenegg, Landesligist UFC Fehring und zuletzt bis 2013 den Unterligisten SV Lannach.
Wirth lebt im Bezirk Leibnitz.

## Erfolge
- Finale des ÖFB-Cup 1974/75
- Viertelfinale des Europapokal der Pokalsieger 1975/76
- Österreichischer Vizemeister 1980/81